# Blågullsväxter
Blågullsväxter (Polemoniaceae) är en familj av trikolpater som består av 18 släkten och cirka 400 arter. Blågullsväxterna är örter, lianer eller små träd. De finns i alla klimatzoner, från tropiska till kalla, men är vanligast i tempererade områden på norra halvklotet.
Den 3-taliga pistillen (och det 3-rummiga fröhuset) utgör främsta skiljemärket från de närmast stående familjerna; från Campanula skiljes Polemonium genom översittande fruktämne.
Till denna familj hör floxsläktet (Phlox), varav några arter mycket allmänt odlas som prydnadsväxter, framför allt de talrika variationerna av höstflox (P. paniculata), som lokalt kallas "höstsyrener". 

## Släkten och dess synonymer
Acanthogilia A.G.Day & Moran
Aegochloa Benth. 	= Navarretia
Aliciella Brand 	= Gilia
Allophyllum (Nutt.) A.D.Grant & V.E.Grant
Batanthes Raf. 	= Ipomopsis Michx.
Bonplandia Cav.
Caldasia Willd. 	= Bonplandia
Callisteris Greene 	= Ipomopsis
Cantua Juss. ex Lam.
Cobaea Cav.
Collomia Nutt.
Courtoisia Rchb. 	= Collomia
Dactylophyllum Spach	= Linanthus
Eriastrum Wooton & Standl.
Fenzlia Benth. 	= Linanthus
Fonna Adans. 	= Phlox
Gilia Ruiz & Pav.
Giliastrum Rydb. 	= Gilia
Gymnosteris Greene
Hoitzia Juss. 	= Loeselia
Hugelia Benth. 	= Eriastrum
Huthia Brand
Ipomopsis Michx.
Langloisia Greene
Leptodactylon Hook. & Arn.
Leptosiphon Benth. 	= Linanthus
Linanthastrum Ewan 	= Linanthus
Linanthus Benth.
Loeselia L.
Loeseliastrum (Brand) Timbrook
Microsteris Greene
Navarretia Ruiz & Pav.
Periphragmos Ruiz & Pav. 	= Cantua
Phlox L.
Polemoniella A.Heller 	= Polemonium
Polemonium L.
Rosenbergia Oerst. 	= Cobaea
Siphonella (A.Gray) A.Heller	= Linanthus
Tintinabulum Rydb. 	= Gilia
Tunaria Kuntze 	= Cantua
Welwitschia Rchb. 	= Eriastrum